# Macrobrachium joppae
Macrobrachium joppae är en kräftdjursart som beskrevs av Lipke Bijdeley Holthuis 1950. Macrobrachium joppae ingår i släktet Macrobrachium och familjen Palaemonidae. Inga underarter finns listade i Catalogue of Life.